# Borna-Krankheit
Die Borna-Krankheit oder Ansteckende Gehirn- und Rückenmarksentzündung der Einhufer (Polioenzephalomyelitis enzootica equorum) ist eine virale Infektionskrankheit, die das Gehirn und das Rückenmark von vor allem Pferden und Schafen befällt und durch das Borna Disease Virus 1 (BoDV-1) (Spezies Orthobornavirus bornaense) aus der Familie der Bornaviridae verursacht wird. Das Virus ist in bislang seltenen Fällen auch auf den Menschen übertragbar und löst schwere Gehirnentzündungen (Enzephalitiden) mit meist tödlichem Verlauf aus.

## Übertragungswege und Verbreitung
Die Feldspitzmaus ist der bisher einzige bekannte Reservoirwirt des BoDV-1. Infizierte Tiere scheiden das Virus über Kot, Urin, Speichel und die Haut aus, wodurch es nicht nur auf weitere Artgenossen, sondern auch auf andere Säuger wie Pferde, Schafe, Alpakas und Menschen übertragen werden kann. Über die genauen Übertragungswege ist bisher nur wenig bekannt. Sowohl der direkte Kontakt mit einer infizierten Spitzmaus als auch der mit ihren Ausscheidungen gelten als mögliche Infektionsquellen. Ähnlich wie weitere Mitglieder der Familie Bornaviridae wird auch BoDV-1 vermutlich nur sehr ineffizient übertragen, so dass Infektionen bei Mensch und Tier selbst in Risikogebieten selten sind.
Im Gegensatz zur Feldspitzmaus scheiden infizierte Nicht-Reservoirwirte (Pferd, Schaf, Alpaka, Mensch etc.) das Virus nach heutigem Kenntnisstand nicht auf natürliche Weise aus. Aufgrund der fehlenden Anpassung an diese Wirtsspezies bleibt das BoDV-1 fast ausschließlich auf das zentrale Nervensystem beschränkt, was eine Sackgasse für das Virus darstellt. Der einzige bestätigte Fall einer Mensch-zu-Mensch-Transmission des BoDV-1 ist der einer Übertragung durch Organtransplantation von einem infizierten Spender auf drei Organempfänger.
Da Haustiere und Menschen nicht zu seiner Verbreitung beitragen können, ist das BoDV-1 auf seinen Reservoirwirt angewiesen, der eine sehr territoriale und wenig mobile Lebensweise besitzt. Das Verbreitungsgebiet des Virus ist aufgrund dessen sehr begrenzt. Nach heutigem Kenntnisstand beschränkt es sich im Wesentlichen auf die östliche Hälfte Süddeutschlands (große Teile Bayerns sowie Teile von Baden-Württemberg, Thüringen, Sachsen, Sachsen-Anhalt und Brandenburg) und kleinere Vorkommen in der Schweiz (Graubünden und St. Gallen), Liechtenstein und Österreich (Vorarlberg und Oberösterreich). Vereinzelte Infektionsfälle bei Tieren außerhalb dieser bekannten Endemiegebiete sind vermutlich auf Ansteckungen während vorheriger Aufenthalte in den Endemiegebieten zurückzuführen.

## Borna-Krankheit bei Tieren

### Symptome
Bornaviren befallen im Gehirn vor allem das limbische System, das die Gefühle und das Verhalten steuert. Es wird vermutet, dass das Virus mit dem Botenstoff Glutamat um die Andockstellen an den Nervenzellen konkurriert, dass es sich also um eine kompetitive Hemmung handelt. Laut dem Robert Koch-Institut (RKI) vermehrt sich das Virus beim Tier im Althirn (limbisches System). Das Virus der Bornaschen Krankheit stört vermutlich das chemische Gleichgewicht der Hirnbotenstoffe.
Das Symptomspektrum ist facettenreich und schließt vielfältige Störungen in Verhalten, Bewegung, Nahrungsaufnahme und Leistungsniveau mit ein.
Klinische Symptome sind Verhaltensänderungen, Bewegungsstörungen und eine Beeinträchtigung der Sensibilität und des Sensoriums wie: Absondern von der Herde, Depression, Leerkauen, gesenkte Kopfhaltung, Zähne knirschen, z. T. gesteigerter Bewegungsdrang, z. T. Aggressivität gegen andere, z. T. große Schreckhaftigkeit, herabgesetzte Teilnahme an der Umgebung, Spasmen und Speicheln. Im Endstadium Festliegen mit Ruderbewegungen, Fieberschübe.
Die natürliche Infektion erfolgt vermutlich über die Schleimhaut der oberen Luftwege, den Rachen oder die Riechschleimhaut.

### Geschichte
Die Hitzige Kopfkrankheit der Pferde, die durch das Virus der Bornaschen Krankheit ausgelöst wird, wurde erstmals 1813 beschrieben. Ihren Namen erhielt sie, als 1894 ein ganzer Stall voller Kavalleriepferde in der Stadt Borna erkrankte. Die Leipziger Tierpathologen Ernst Joest und Kurt Degen entdeckten 1909 die Joest-Degen-Kerneinschlusskörperchen, welche auch heute noch zum Nachweis der Borna-Krankheit dienen.  Der Frohburger Tierarzt Ernst Julius Vesper (1866–1956), ein Großvater des Schriftstellers Guntram Vesper, legte 1924 in seiner Dissertation eine ausführliche Beschreibung der Erkrankung vor. 1935 wurde der Erreger als Virus identifiziert.

### Tierseuchenbekämpfung/Meldepflicht
In Deutschland ist der direkte Nachweis einer BoDV-1-Infektion bei Säugetieren seit April 2020 wieder meldepflichtig (§ 1 in Verbindung mit der Anlage der Verordnung über meldepflichtige Tierkrankheiten und der Falldefinition). Die Meldepflicht in Deutschland war zwischen Februar 2011 und März 2020 aufgehoben.
In Österreich sind „alle Formen der Pferdeencephalomyelitis“ (§ 16 Nr. 23 Tierseuchengesetz) anzeigepflichtig, mithin auch die „Bornasche Krankheit“. In der Schweiz wird die Borna-Krankheit nur über ein freiwilliges Meldesystem von Pferdekrankheiten durch Tierärzte erfasst.

## Enzephalitis bei Menschen

### 2018
Im Jahr 2018 wurden BoDV-1-Infektionen erstmals auch beim Menschen nachgewiesen. Drei Infizierte steckten sich mit hoher Wahrscheinlichkeit bei einer Organtransplantation vom selben Spender an, zwei davon verstarben im weiteren Verlauf an einer Hirnentzündung. Eine BoDV-1-Infektion durch eine Organtransplantation scheint jedoch eine sehr seltene Ausnahme darzustellen. Bei allen anderen seither identifizierten Fällen erfolgte die Infektion nicht im Zusammenhang mit einer Organtransplantation. Inzwischen wurden 24 bestätigte Fälle von BoDV-1-Infektionen bei Menschen aus den Jahren 1996 bis 2021 in wissenschaftlichen Fachzeitschriften publiziert. Die Zahl der insgesamt bisher diagnostizierten Fälle liegt deutschlandweit bei mehr als 40. Fast alle dieser Patienten starben. Alle Fälle traten in bekannten Verbreitungsgebieten des Virus auf; die meisten in Bayern, einzelne jedoch auch in Brandenburg, Thüringen und Sachsen-Anhalt. Laut Bayerischem Landesamt für Gesundheit und Lebensmittelsicherheit erkrankten 2021 deutschlandweit sieben Menschen, davon fünf aus Bayern.

### 2022
Der Fall eines siebenjährigen Jungen aus Maitenbeth im bayrischen Landkreis Mühldorf am Inn, der Anfang August 2022 an einer BoDV-1-Infektion starb, erregte internationales Aufsehen, nachdem ein drei Jahre zuvor in demselben Ort verstorbenes Kind ebenfalls Opfer einer BoDV-1-Infektion geworden war.
Im August 2022 verstarb eine Frau aus dem Landkreis Rottal-Inn an dem Virus. Dies ist der zweite Fall, da bereits 2016 eine andere Frau aus demselben Landkreis der Infektion erlegen war.

### 2023
Im November 2023 wurde ein Fall im Landkreis Weißenburg-Gunzenhausen gemeldet, der ebenfalls tödlich verlaufen ist.
Früher vermuteten einige Mediziner auch eine Beteiligung des Virus an psychiatrischen Erkrankungen des Menschen, vor allem im Zusammenhang mit der bipolaren Störung und der Schizophrenie. Diese beruhten vor allem auf dem vermeintlichen Nachweis von gegen Bornaviren gerichteten Antikörpern, Bornavirus-Antigen oder BoDV-1-spezifischer RNA im Blut der Patienten. Ein Beweis für die Korrektheit dieser Ergebnisse konnte jedoch nicht erbracht werden. Eine unabhängige Bestätigung durch andere Arbeitsgruppen gelang nicht und insbesondere die Nachweise von RNA durch Polymerase-Kettenreaktionen (PCR) konnten als Laborkontaminationen identifiziert werden.
Nach Einschätzung der Gesellschaft für Virologie aus dem Jahr 2008 zur damaligen Datenlage beruhte „die Behauptung, dass BDV ein humanpathogenes Agens ist, mit hoher Wahrscheinlichkeit auf einer Fehleinschätzung von Daten und ist durch wissenschaftliche Experimente nicht belegt“.

### 2025
Im Frühsommer 2025 infizierten sich zwei Männer im Landkreis Pfaffenhofen an der Ilm mit dem Virus. Beide starben an den Folgen.